# Asclepias speciosa
Asclepias speciosa, selten auch Schöne Seidenpflanze genannt ist eine Pflanzenart der Gattung Seidenpflanzen (Asclepias) aus der Unterfamilie der Seidenpflanzengewächse (Asclepiadoideae).

## Beschreibung

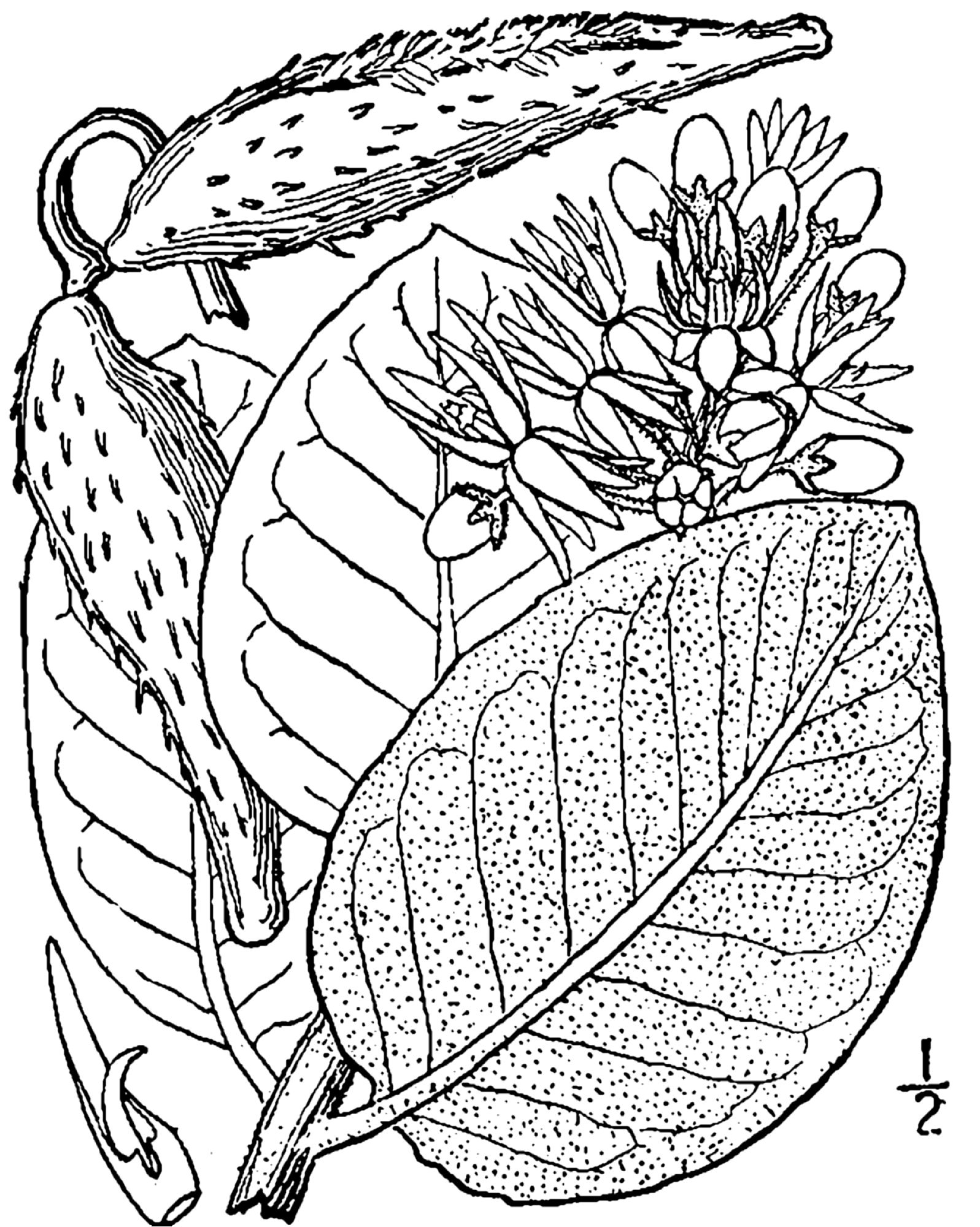
Illustration mit Details: Blatt von unten und oben, Blütenstand, Balgfrüchte.

### Vegetative Merkmale

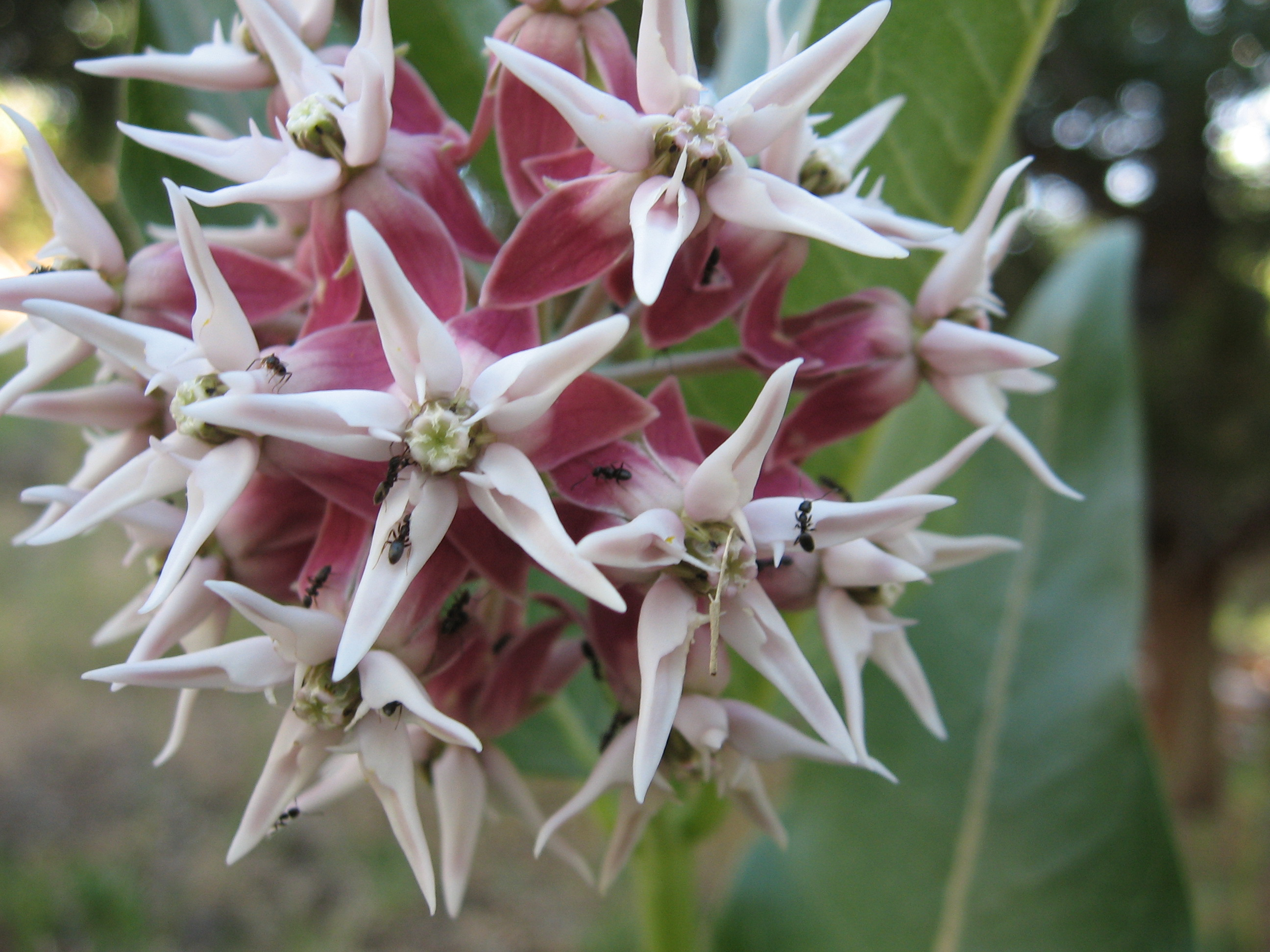
Blütenstand von oben

Asclepias speciosa wächst als ausdauernde krautige Pflanze und erreicht Wuchshöhen von 60 bis 100 Zentimeter. Die oberirdischen Pflanzenteile sind behaart (Trichome). Die aufsteigenden bis aufrechten, festen, unverzweigten Stängel sind generell dicht, weiß, wollig bis flaumig behaart.
Die Laubblätter sind gegenständig am Stängel angeordnet. Die kurzen Blattstiele sind 0,5 bis 1,5 cm lang. Die einfache Blattspreite ist mit einer Länge von 6 bis 20 cm und einer Breite von 3 bis 14 cm elliptisch bis eiförmig oder länglich-eiförmig bis eiförmig-lanzettlich mit sehr breit gerundeter und gelegentlich schwach herzförmiger Spreitenbasis und gewöhnlich breit oval-gerundetem, selten auch spitzem Ende. Die fest-häutigen Blattspreiten sind an der Unterseite dicht weiß, flaumig behaart und auf der Oberseite kahl.

### Generative Merkmale
Die Blütezeit zieht sich von Mai bis in den September hinein. Die wenige bis viele Blüten stehen in einem doldigen Blütenstand zusammen, der seitenständig und einzeln an einigen der oberen Nodien ausgebildet wird. Der kräftige Blütenstandsschaft ist 1 bis 10 cm lang und dicht weiß, flaumig behaart. Die Blütenstiele weisen eine Länge von 2 bis 3 cm auf.
Die relativ großen, auffallenden Blüten sind zwittrig, radiärsymmetrisch und fünfzählig. Die Blütenfarben reichen von hell purpurrot bis rosafarben. Die fünf weißen, flaumig behaarten Kelchblätter sind bei einer Länge von 5 bis 6 mm lanzettförmig. Die fünf schaufelförmigen und weit zurückgebogenen Kronblätter sind 10 bis 15 mm lang. Das Gynostegium besitzt einen hell-rosafarbenen bis fast weißlichen, kurzen Stiel, der nur etwa 1 mm lang und 3 mm dick ist. Die staminalen Nebenkronenzipfel sind mit 10 bis 14 mm relativ lang, lanzettförmig und weit gespreizt. Die Ränder sind nach oben gebogen, an der Basis annähernd röhrenförmig und zur Spitze hin abnehmend. Die interstaminalen Nebenkronenzipfel sind horn- oder sichelförmig und scharf nach innen gebogen und deutlich kürzer als die staminalen Nebenkronenzipfel. Der Griffelkopf ist konisch abgestumpft, etwa 3 mm hoch und 4,5 mm dick.
Die aufrecht auf nach unten gebogenen Stielen stehenden Balgfrüchte sind mit einer Länge von 11 bis 13 cm und einem Durchmesser von 2 bis 3 cm dick bis schlank spindelförmig und abrupt oder eher langsam keilförmig zugespitzt. Die Außenseite ist glatt bis dicht mit feinen Dornen besetzt und fein, weiß, flaumig behaart. Die mit einer Länge von 6 bis 9 mm ovalen Samen besitzen einen 3 bis 4 cm langen, weißen Haarschopf.

## Vorkommen
Das Verbreitungsgebiet von Asclepias speciosa reicht von British Columbia bis ins zentrale Kanada und Kalifornien sowie Texas. Asclepias speciosa kommt auf Gebirgswiesen, in lichten Wäldern und entlang von Flüssen vor, auch im Kulturland. Sie wächst weit verbreitet an Straßenrändern und entlang der Eisenbahntrassen. Asclepias speciosa gedeiht in Höhenlagen zwischen 1500 und 2600 Meter.

## Systematik
Die Erstbeschreibung von Asclepias speciosa erfolgte 1827 durch John Torrey in Annals of the Lyceum of Natural History of New York, 2, S. 218–219. Synonyme für Asclepias speciosa Torr. sind: Asclepias douglasii Hook. und Asclepias giffordii Eastw.